# 其面影
『其面影』（そのおもかげ）は、二葉亭四迷の小説。1906年（明治39年）10月10日 - 12月31日、『東京朝日新聞』連載。1907年8月刊行。
1890年に『浮雲』を発表したあと、しばらく小説から遠ざかっていた二葉亭の、久方ぶりの小説作品である。勤務する朝日新聞社の池辺三山の懇請によって書れたものである。
主人公・小野哲也という近代的性格の学校教師が、妻の妹である小夜子に恋し、ついにやぶれて中国、天津にわたるという筋の作品である。日露戦争後の夫が戦死した女性の生き方を問うという側面をもつ作品でもある。
1962年に日本テレビによってテレビドラマ化されている。

## あらすじ
小野哲也は帝国大学を出た法学士である学校教師である。学生時代からその秀才を見込まれて小野家の婿養子になり、妻の時子、姑との3人くらしである。このごろは夫と死別し出戻ってきた義理の妹の23歳の小夜子というおんながいる。勝ち気な妻時子との仲に円満を欠く哲也は、義妹小夜子によってその心の空虚を慰めている。妻時子の不満は爆発してくる。義妹小夜子はいちじ哲也の友人である葉村のすすめで富豪である渋谷家の家庭教師になるが、渋谷に無理を言われてそこを逃げ出し、千葉にいる旧友である勝美のもとに行くが、その途中で哲也に電話をかけて呼び出す。そののちついに哲也は家を出て義妹小夜子のもとにかくれる。妻時子に発見されて、小夜子は姉ともおもって頼りにする勝美の忠告で姿をくらまし、哲也は家に帰る。哲也はその後、悶々の情やるかたなく、東京を立ち去り、中国、清の天津の学校に赴任する。葉村が勤務先の会社の用事でそこを訪ねると、哲也は放浪同然に身を持ち崩し、酒に溺れている。葉村が帰国をすすめるが、哲也はそのまま行方不明になる。のちに、日露戦争中に、哲也の姿を見たといううわさがのこる。葉村は社会的に成功する。

## テレビドラマ
1962年（昭和37年）4月13日から5月11日まで、日本テレビの『文芸アワー』にて放送。全5回。
- 監督：山本薩夫
- 出演：南原宏治、村瀬幸子、永井智雄、川口敦子、大塚道子、永田靖